# 1859 en santé et médecine
| Années de la santé et de la médecine : 1856 - 1857 - 1858 - 1859 - 1860 - 1861 - 1862    |
| Décennies de la santé et de la médecine : 1820 - 1830 - 1840 - 1850 - 1860 - 1870 - 1880 |

Cet article présente les faits marquants de l'année 1859 en santé et médecine.

## Naissances
- 19 avril : Pierre Curie (mort en 1906), physicien français, pionnier de la radiothérapie.
- 22 mai : Arthur Conan Doyle (mort en 1930), écrivain et médecin écossais.
- 29 août : Armand Ruffer (mort en 1917), hygiéniste et bactériologiste britannique.

## Décès
- 24 juillet : Thomas Horsfield (né en 1773), médecin et naturaliste américain[1].